# 라이 하우스 음모

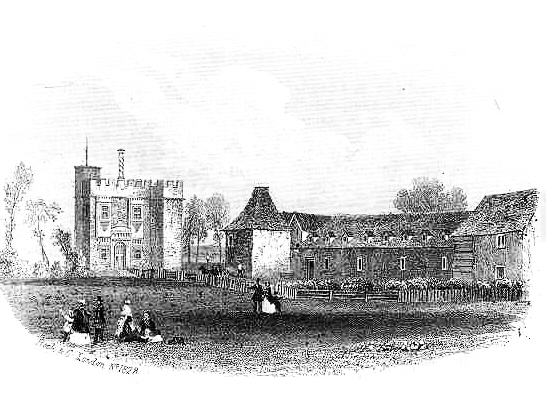
라이 하우스 음모/ 작가 미상

라이 하우스 음모 (Rye House Pot)는 영국의 찰스 2세와 요크 공작인 제임스를 암살하려는 음모사건이다. 왕당파는 뉴마켓에서 열리는 경마경기를 관람하고 1683년 4월 1일에 귀가 하려는 계획이었다. 하지만, 3월 22일에 뉴마켓에서 대형 화재가 나서 경마경기가 취소가 되었고, 왕과 공작은 일찍 귀가했다.
그 결과, 이 음모는 실제로 일어나지 않았다.